# Neomorphaster
Neomorphaster är ett släkte av sjöstjärnor. Neomorphaster ingår i familjen Neomorphasteridae.
Kladogram enligt Catalogue of Life:
| Neomorphaster | \| \| Neomorphaster forcipatus \| \| \| \| \| \| Neomorphaster margaritaceus \| \| \| \| |
|               | \| \| Neomorphaster forcipatus \| \| \| \| \| \| Neomorphaster margaritaceus \| \| \| \| |
|               | Gastraster                                                                               |
|               |                                                                                          |
|               | Neomorphaster forcipatus                                                                 |
|               |                                                                                          |
|               | Neomorphaster margaritaceus                                                              |
|               |                                                                                          |

|  | Neomorphaster forcipatus    |
|  |                             |
|  | Neomorphaster margaritaceus |
|  |                             |